# Río Deseado
El río Deseado es un río de Argentina que discurre por la provincia de Santa Cruz. El río nace cerca del lago Buenos Aires y viaja 615 km a través de la Patagonia para desembocar en el océano Atlántico. Drena una cuenca de 14.450 km².
El cauce se interrumpe en algunas partes al infiltrarse las aguas, formando un cauce seco o aflorando en algunos lugares generando pequeños manantiales (Cavallero, 2000). El cauce es meandroso, con un alto contenido de sedimentos en suspensión incluso hasta el tramo central de la ría Deseado (Isla, 2004). Su régimen hídrico presenta dos crecidas anuales, asociadas al máximo de precipitaciones durante el otoño-invierno y al deshielo durante la primavera, lo que determina un carácter estacional intermitente. Se caracteriza también por una marcada irregularidad interanual.
La desembocadura con el océano Atlántico, da como resultado la formación de la ría Deseado, un estuario con gran importancia biológica declarado Reserva Natural Provincial.

## Uso cartográfico
El río sirvió como límite sur de la ex Gobernación Militar de Comodoro Rivadavia con el territorio nacional de Santa Cruz hasta 1955. 

## Galería

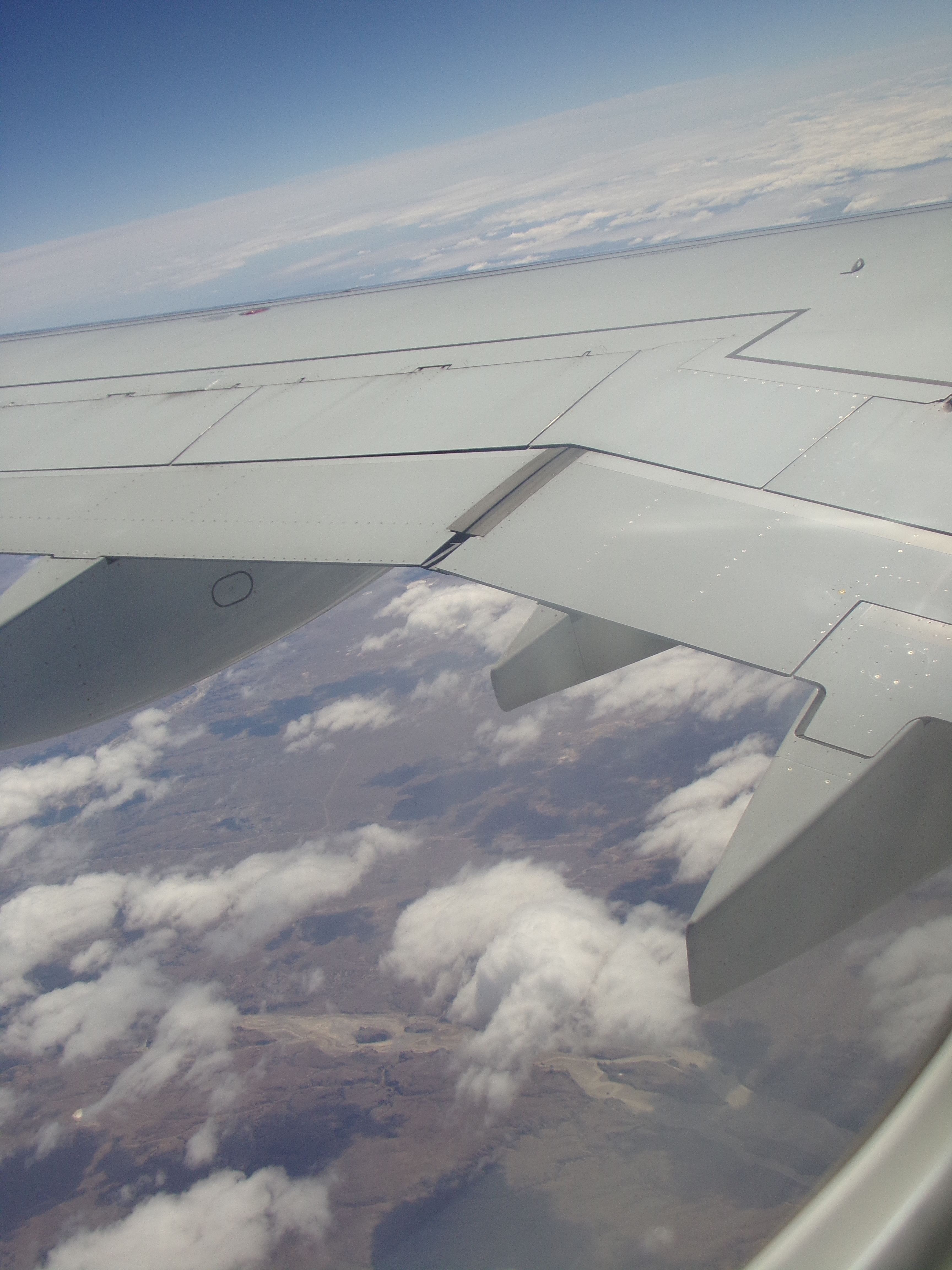
Vista aérea del río desde un Embraer 190 de Austral Líneas Aéreas (ver en detalle en Commons).
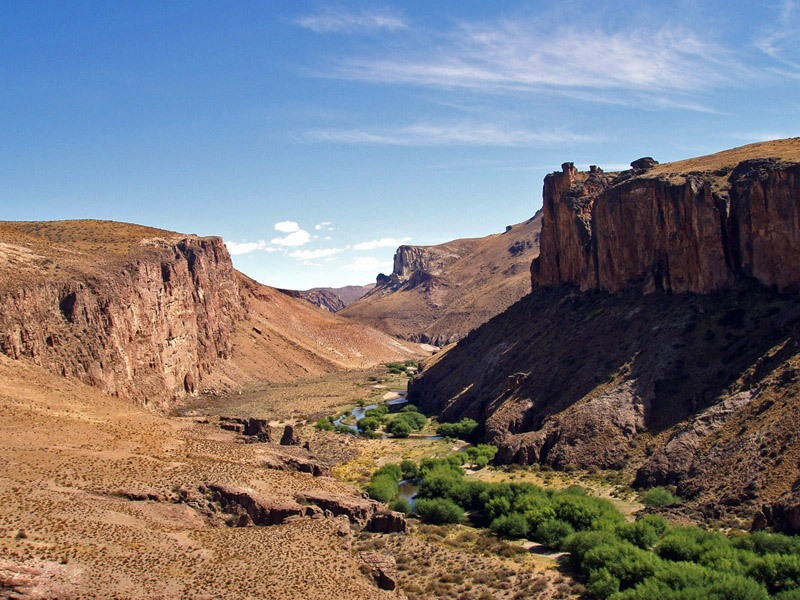
Cañadón del río Pinturas, afluente del Deseado.
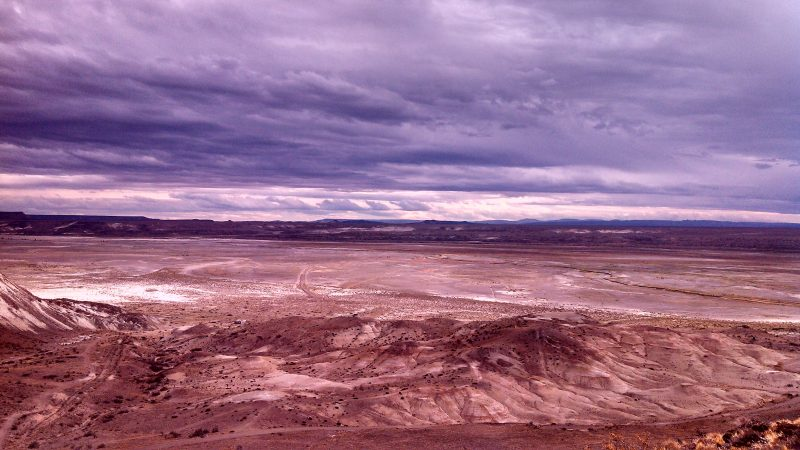
Valle del Río Deseado en inmediaciones de Pico Truncado.